# فوکا ناگانو
فوکا ناگانو (انگلیسی: Fuka Nagano؛ زادهٔ ۹ مارس ۱۹۹۹) بازیکن فوتبال اهل ژاپن است که در تیم‌های ملی فوتبال زیر ۱۷ سال زنان ژاپن، زیر ۲۰ سال زنان ژاپن، و زنان ژاپن بازی کرده‌است.